# NSB El 17
De El.17 is een elektrische locomotief voor het personenvervoer en het goederenvervoer van de Norges Statsbaner (NSB).

## Geschiedenis
Deze locomotieven werden ontwikkeld en gebouwd door Henschel (Werk Kassel) en Brown, Boveri & Cie (BBC). De techniek stamt uit de 1965'er jaren en is door Henschel en BBC ontwikkeld uit de proeflocomotieven van het type DE 2500 met een draaistroom technologie en driefasige asynchrone motoren.
In 2005 werden de locomotieven verdeeld over de volgende bedrijfsonderdelen:
- Norges Statsbaner (NSB)
- Flåmsbana tot 28 september 2014.[1]

## Constructie en techniek
De locomotief heeft een stalen frame. De tractie-installatie met draaistroom heeft driefasige asynchrone motoren in de draaistellen. Iedere motor drijft een as aan. Deze locomotieven kunnen in treinschakeling rijden met locomotieven van de serie NSB El 16.

### Nummers
Deze locomotieven werden door de Norges Statsbaner (NSB) als volgt genummerd:
| Lijst van de El. 17 |                         |            |                                            |
| Nummer              | Eigenaar                | UIC nummer | Opmerkingen                                |
| eerste serie:       |                         |            |                                            |
| 2221                | Norges Statsbaner (NSB) |            | sinds 2000 onderdelen leverancier          |
| 2222                | Norges Statsbaner (NSB) |            | Rangeerdienst station Oslo-Lodalen         |
| 2223                | Norges Statsbaner (NSB) |            | sinds 29 Juni 2003 in Norsk jernbanemuseum |
| 2224                | Norges Statsbaner (NSB) |            | Rangeerdienst station Oslo-Lodalen         |
| 2225                | Norges Statsbaner (NSB) |            | Rangeerdienst station Oslo-Lodalen         |
| 2226                | Norges Statsbaner (NSB) |            | afgevoerd 1997                             |
| tweede serie:       |                         |            |                                            |
| 2227                | Norges Statsbaner (NSB) |            | 2005-2014: Flåmsbana                       |
| 2228                | Norges Statsbaner (NSB) |            | 2005-2014: Flåmsbana                       |
| 2229                | Norges Statsbaner (NSB) |            | 2005-2014: Flåmsbana                       |
| 2230                | Norges Statsbaner (NSB) |            | 2005-2014: Flåmsbana                       |
| 2231                | Norges Statsbaner (NSB) |            | 2005-2014: Flåmsbana                       |
| 2232                | Norges Statsbaner (NSB) |            | 2005-2014: Flåmsbana                       |

## Treindiensten
De locomotieven werden door de Norges Statsbaner (NSB) ingezet op de rangeerdienst station Oslo-Lodalen en tussen 2005 en september 2014 ingezet door de Flåmsbana op het traject Myrdal - Flåm.